# Irene Urdangarin y Borbón
Irene de Todos los Santos Urdangarin i Borbó (Barcelona, 5 de juny de 2005) és la quarta filla de Cristina de Borbó i de Grècia i Iñaki Urdangarin, antics ducs de Palma de Mallorca. I és la sisena neta de reis emèrits d'Espanya, Joan Carles I i de Sofia de Grècia. Té tres germans majors Joan, Pau i Miquel. Irene és desena i última en la línia de successió al tron espanyol. En ser filla d'una infanta d'Espanya, ostenta la dignitat de Gran d'Espanya.

## Biografia
Va ser nomenada Irene per la seva tieta la princesa Irene de Grècia, germana de la reina Sofia de Grècia, encara que en el llibre de Pilar Urbano, Sofia reconeix que el nom l'hi van posar perquè els agradava, més que per la seva germana i de Todos los Santos, com és per tradició a la Casa Reial Espanyola.
El 14 de juliol de 2005 va ser batejada al Palau de la Sarsuela, el cardenal Antonio María Rouco Varela va presidir la cerimònia. Els seus padrins són la princesa María del Rosario Nadal i Fuster de Puigdórfila de Bulgària i Pedro López-Quesada i Fernández-Urrutia.
Abans de traslladar-se a Washington D.C l'any 2009, va viure a Barcelona amb els seus pares i germans i va ser inscrita a l'Escola Carles Riba. Al setembre de 2012, els ducs de Palma tornen a viure a Espanya.
Des del seu naixement, Irene Urdangarin i Borbó com a filla d'una infanta d'Espanya té tractament de La seva Excel·lència i la dignitat de Gran d'Espanya, igual que els seus germans i que els seus cosins Felip Joan Froilán de Marichalar i Borbó i Victòria Federica de Marichalar i Borbó.
Va rebre la seva primera comunió el 2 de maig de 2015 a la petita església de Hermance, banyada pel llac Lemán, a Ginebra, Suïssa. Va usar el mateix vestit de comunió que la seva mare i la seva tia Elena de Borbó com és tradició.

## Títols
- 5 de juny de 2005 - present: La seva Excel·lència Donya Irene de Todos los Santos Urdangarín i Borbón, Gran d'Espanya.